# Abbas-Qoli Jan
Abbas-qoli Jan, Abbas Quli Jan o ʿAbbās-qolī Khan (persa: عباس‌قلی خان) fue un oficial persa safávida del siglo XVII en el este del Cáucaso.

## Historia
Abbas-qoli Jan, conocido por su riqueza y opulencia, había servido como beylerbey de Gəncə bajo el sah Solimán I de Persia antes de ser nombrado jan de Kajetia en el este de Georgia en 1688. La corte persa tenía por objetivo controlar las provincias vasallas de Georgia utilizando la política de divide y vencerás, explotando las disputas dinásticas entre los gobernantes bagrátidas locales de Kartli, que residían en Tiflis, y los reyes bagrátidas de la vecina Kajetia.
Residiendo en Qara-Aghac en Kajetia, Abbas-qoli tenía la tarea de vigilar a Heraclio I (Nazar Ali Jan), un gobernante georgiano vasallo del vecino reino de Kartli, a quien Jorge XI (Gorjin Jan) se había opuesto. La fortuna de Abbas-qoli se volvió adversa cuando Jorge pudo regresar y poner a Heraclio bajo asedio en Tiflis en 1691. En 1694, tras la muerte del sah Solimán, fue acusado por sus rivales de incompetencia e intriga a favor de Jorge XI contra Heraclio I. Por orden del nuevo sah Husséin, Heraclio arrestó a Abbas-qoli Jan, confiscó sus posesiones y lo llevó desterrado bajo vigilancia a Isfahán. Entonces, el gobierno persa de Kajetia fue asumido por Qalb-Ali Jan. El destino posterior de Abbas-qoli Jan no está registrado en fuentes posteriores.